# 贝纳迪努-迪坎普斯
贝纳迪努-迪坎普斯是巴西圣保罗州的一个市镇。总面积244.018平方公里，总人口11216人，人口密度46人/平方公里。